# Mara (imię)
Mara – włoskie imię żeńskie pochodzenia hebrajskiego (hebr. מָרָא), występujące w Starym Testamencie.
W Księdze Rut Noemi, której imię oznacza „moja radość”, każe siebie nazywać Mara, tzn. „gorzka”, zaś w sensie szerokim „smutek”, „nieszczęście”.

## Warianty imienia w innych językach
- Mara (język angielski)
- Mara (język hiszpański)
- Mara (język włoski)

## Znane osoby noszące imię Mara
- Mara Abbott – amerykańska kolarka
- Mara Corday – amerykańska modelka i aktorka
- Mara De Paulis – włoska pisarka
- Mara Maionchi – włoska producentka muzyczna,
- Mara Santangelo – włoska tenisistka